# Rhynchophorus cruentatus
Rhynchophorus cruentatus (лат.) — вид жуков из подсемейства трубконосиков семейства долгоносиков. 

## Описание
Тело жуков продолговатое, несколько уплощённое сверху. Половой диморфизм выражен слабо, у самцов на верхней стороне головотрубки имеется поле с рыжими волосками. Головотрубка короткая, расширена в месте прикрепления усиков. Ротовые органы с сильно редуцированным прементумом и помещены глубоко (видны лишь вершины мандибул). Усики коленчатые. Лапки 5-ичлениковые, но 4-й членик очень маленький. Коготки свободные, без зубцов.

## Ареал
Родиной этого насекомого является Флорида, но они распространились до южной части Техаса на западе и Южной Каролины на севере. Личинки питаются древесиной пальм и губят деревья, поэтому жук считается вредителем. Это единственный вид пальмовых долгоносиков в континентальной части США и крупнейший вид пальмовых долгоносиков в Северной Америке.
Наиболее активны поздней весной и ранним летом.